# Таунсенд, Джордж, 3-й маркиз Таунсенд
Джордж Феррарс Таунсенд, 3-й маркиз Таунсенд (англ. George Ferrars Townshend, 3rd Marquess Townshend; 13 декабря 1778 — 31 декабря 1855) — британский пэр, известен под титулами лорда Феррерса из Чартли (с 1782 по 1807) и графа Лестера (с 1807 по 1811). Его гомосексуальность вызвала скандал и привела к быстрому распаду его брака и лишению наследства его отцом. Он уехал за границу и умер в Генуе, Королевство Сардиния, не оставив потомства. 

## Происхождение и детство
Родился 13 декабря 1778 года, старший сын и наследник Джорджа Таунсенда, 2-го маркиза Таунсенда, 5-го виконта Таунсенда, 1-го графа Лестера, 17-го барона Феррерса Чартли, 8-го барона Комптона (1753—1811), от его жены Шарлотты Эллеркер (1755—1802). Джордж Таунсенд получил образование в Итонском колледже и Тринити-колледже в Кембридже.

## Титулы
Его отец был назначен графом Лестером в 1784 году, после чего Джордж Таунсенд принял в качестве титула учтивости младший титул своего отца — лорд Феррерс из Чартли. Его дед был назван маркизом Таунсендом в 1787 году, а когда его отец унаследовал этот титул в 1807 году, Таунсенд принял в качестве титула учтивости более старший титул своего отца — граф Лестер.
27 июля 1811 года после смерти своего отца Джордж Таунсенд унаследовал титулы 3-го маркиза Таунсенда, 2-го графа Лестера, 6-го виконта Таунсенда из Рейнхэма, 8-го баронета Таунсенда из Рейнхэма, 9-го лорда Комптона, 12-го лорда Феррерса из Чартли и 6-го барона Таунсенда из Линн-Реджиса.

## Брак и скандал
12 мая 1807 года, в возрасте 31 года и все еще известный тогда как граф Лестер, он женился на Саре Данн-Гарднер (? — 11 сентября 1858), единственной дочери и наследнице Уильяма Данн-Гарднера (ум. 1831) из Чаттерис-хауса, остров Эли, Кембриджшир. Его жена ушла от него через год, обвинив его в импотенции и в гомосексуальных отношениях с его итальянским секретарем. Сара подала иск о признании брака недействительным в церковном суде (который так и не был удовлетворён). В 1809 году она сбежала в Гретна-Грин с Джоном Маргетсом, пивоваром из Сент-Айвса, за которого вышла замуж. 
После этого скандала граф Лестер был лишён наследства своим отцом за то, что навлёк позор на семью (хотя он не мог повлиять на происхождение пэров), и он переехал за границу. 
Сара родила нескольких детей Джону Маргеттсу, который использовал фамилию своего биологического отца («Маргеттс») до 1823 года, когда Сара крестила детей по фамилии её законного мужа («Таунсенд»). Правовая позиция заключалась в том, что, поскольку брак Сары никогда не был аннулирован, любые дети, которых она родила, считались потомками Таунсенда и, таким образом, имели право унаследовать его владения и титулы. Имея это в виду, старший сын Джон Маргеттс Младший (1811—1903) стал «Джоном Таунсендом» и принял титул учтивости — «граф Лестер». Позже он был членом парламента и крупным землевладельцем в Кембриджшире, как наследник своей матери, и, наконец, после делегитимации принял имя «Джон Данн-Гарднер».

## «Законные» дети, лишённые наследства
Встревоженный притязаниями Сары и её детей, младший брат 3-го маркиза Таунсенда, лорд Чарльз Таунсенд (1785—1853; который унаследовал бы, если бы у Таунсенда не было законных сыновей), в мае 1842 года обратился в парламент с просьбой лишить детей Сары прав на наследство. Маркиз Таунсенд поддержал петицию, и все дети были должным образом объявлены незаконнорожденными частным актом парламента в 1843 году, после чего старший сын «Джон Таунсенд» (в то время сам член парламента от Бодмина) взял девичью фамилию своей матери «Данн-Гарднер».

## Смерть и преемственность
Джордж Таунсенд скончался в Генуе в декабре 1855 года в возрасте 77 лет, не оставив потомства. Его единственный брат лорд Чарльз Таунсенд, заявитель по делу о законности, умер раньше него и не оставил сыновей. Таким образом, графство Лестер вымерло, в то время как баронство Феррерс из Чартли и баронство Комптон прекратили свое существование. На последние стали претендовать его племянник (сын его средней сестры) и его младшая сестра, эти два титула остаются в бездействии по сей день. Его унаследовал его двоюродный брат, контр-адмирал Джон Таунсенд, 4-й маркиз Таунсенд.